# Ernesto Samper
Ernesto Samper Pizano (Bogotá, 3 de agosto de 1950) é um político colombiano, e serviu como Secretário-geral da Unasul entre 2014 e 2017. Foi presidente de seu país de 1994 a 1998.